# Latte Sole
Latte Sole è un marchio agroalimentare italiano di prodotti lattiero-caseari del Gruppo Parmalat, azienda italiana controllata dalla multinazionale francese Lactalis.

## Storia
Il 23 ottobre 1954 a Catania entrò in funzione la Centrale del Latte della città, sita in via Giovanni Battista Grassi nel quartiere Canalicchio, creata su iniziativa del Comune etneo allo scopo di promuovere il consumo di latte nella città e nel suo comprensorio, che all'epoca si presentava tra le più basse d'Italia. Il latte proveniva dagli allevamenti di proprietà del Cavaliere Salvatore Puglisi Cosentino, possidente locale, che nel 1958 fondò la SILAT Siciliana Latte S.p.A., al fine di estendere la distribuzione del prodotto imbottigliato, commercializzato col marchio Sole, che introdusse il metodo della pastorizzazione e della mungitura meccanica.
Nel 1962 l'azienda cambiò denominazione in Gala S.p.A. e la produzione veniva spostata in un nuovo impianto produttivo situato in contrada Torrazze, alla Zona Industriale; nel 1965 venne fondata la Fattorie SOLE, con allevamenti zootecnici. L'anno medesimo, vennero attivate le prime macchine Tetra Pak per il latte a lunga conservazione UHT e la gamma di produzione si allargò, includendo anche yogurt, panna, formaggi, burro.
L'azienda catanese divenne la prima del settore agroalimentare in Sicilia e acquisì gradualmente notorietà anche al di fuori dell'isola: cambiata ragione sociale in Gala Italia S.p.A. nel 1970, rilevò due stabilimenti a Frosinone e Modena e il marchio "Sole" così raggiunse diffusione nazionale.
Nel 1980 la "Fattorie Sole" divenne Siciliana Zootecnica S.p.A., che nel 1988 venne ceduta all'Ente di Sviluppo Agricolo, società pubblica controllata dalla Regione Sicilia: l'impresa, poco prima della sua chiusura avvenuta negli anni novanta, era il maggior allevamento zootecnico della Sicilia per dimensioni, che contava 50 dipendenti, circa 3.000 bovini ed una produzione giornaliera di 1.600 litri di latte.
Un terzo stabilimento del Gruppo venne inaugurato a Ragusa nel 1991, per la produzione di mozzarelle, ricotte, scamorze e altri tipi di formaggi. Dopo esser stato negli anni novanta uno dei marchi del gruppo Cirio, nel 2001 l'azienda etnea venne rilevata dalla Parmalat e cambiò denominazione in Latte Sole S.p.A.; nel 2002 l'azienda, la cui produzione era concentrata nei soli stabilimenti di Catania e Ragusa, contava 142 addetti e realizzava un fatturato di 72 milioni di euro.
Nel 2014 avviene la fusione per incorporazione dell'azienda etnea nel Gruppo Parmalat, controllato a sua volta dalla multinazionale francese Lactalis, ed il marchio "Sole" diventa così un marchio regionale dell'azienda di Collecchio.

## Informazioni e dati
La fusione per incorporazione nel Gruppo Parmalat avvenuta nel 2014, non ha portato variazioni significative, dato che la produzione a marchio Sole avviene negli stabilimenti di Catania e Ragusa. La produzione Sole comprende:
- latte
- panna e besciamella
- formaggi freschi
- uova
- formaggi tipici
- Yogurt

La maggior parte della materia prima utilizzata per la produzione Sole proviene da allevamenti del territorio siciliano e ragusano in particolare.
Oltre il 90% del latte viene infatti acquisito da produttori siciliani, sia attraverso la raccolta diretta (presso 160 produttori) che tramite cooperative locali (che contano complessivamente circa 650 produttori).
Oltre ai due stabilimenti di Catania e Ragusa l'azienda possiede depositi in ogni capoluogo di distribuzione; più di cento mezzi refrigerati garantiscono da qui un servizio in grado di effettuare consegne su base giornaliera e raggiungere 6.000 punti vendita presso tutte le località di Sicilia e Calabria.

## Altre attività
- Latte Sole dal 2010 promuove il ‘Progetto Pediatri’, una specifica campagna d'informazione che coinvolge gli studi pediatrici della provincia di Catania in un'attività di corretta informazione nutrizionale sull'importanza del latte e dei latticini nella dieta dei più giovani.
- Presso gli stabilimenti Sole vengono organizzate in collaborazione con le scuole del territorio visite ed attività didattiche, al fine di far conoscere le tecniche di lavorazione utilizzate nella filiera produttiva e di diffondere tra i più giovani una più approfondita conoscenza alimentare dell'alimento latte.

## Certificazioni
Dal mese di gennaio 2010 su tutte le confezioni di latte fresco Sole viene apposto il Bollino di Certificazione dell'Università di Catania. Attraverso diversi esami e controlli clinici, l'Ateneo catanese infatti si occupa di verificare con regolarità la qualità del latte fresco pastorizzato Sole, certificandone i valori nutrizionali.